# Polska na Letnich Igrzyskach Paraolimpijskich 1980
Letnie Igrzyska Paraolimpijskie 1980 były trzecimi w historii, w których startowali Polacy. W sumie wystartowało 79 Polaków (50 mężczyzn i 29 kobiet). W klasyfikacji medalowej reprezentacja Polski uplasowała się na najwyższym w historii swoich startów 2. miejscu.

## Opis
Reprezentanci Polski startowali w 5 dyscyplinach (po raz pierwszy w łucznictwie i siatkówce) i w 219 konkurencjach. Zdobyli w sumie 177 medali (75 złotych, 50 srebrnych i 52 brązowe). Najwięcej złotych medali (7) zdobyła pływaczka Grażyna Haffke-Stępień. Także ona zdobyła w sumie najwięcej medali (8) - 7 złotych i 1 srebrny.

## Zdobyte medale

### Złote
1. Małgorzata Adamik-Okupniak - 50 m stylem grzbietowym (3)
2. Barbara Bedła-Tomaszewska - Bieg 400 m (D1 - wózki inwalidzkie)
3. Barbara Bedła-Tomaszewska - Rzut dyskiem (D1)
4. Barbara Bedła-Tomaszewska - Pchnięcie kulą (D1)
5. Grzegorz Biela - 100 m stylem klasycznym (C)
6. Andrzej Blauciak - 100 m stylem klasycznym (6)
7. Dorota Maziarska-Blok - Rzut oszczepem (B)
8. Krystyna Ćwiklińska-Moryl - Rzut dyskiem (F)
9. Krystyna Ćwiklińska-Moryl - Pchnięcie kulą (F)
10. Jerzy Dąbrowski - Rzut oszczepem (E)
11. Ewa Dudka-Gęsicka - 100 m stylem grzbietowym (C1/D1)
12. Andrzej Godlewski - Rzut dyskiem (B)
13. Lilia Harasimczuk-Iversen - Pięciobój lekkoatletyczny (4)
14. Grazyna Haffke-Stepień - 100 m stylem grzbietowym (4)
15. Grazyna Haffke-Stepień - 100 m stylem klasycznym (4)
16. Grazyna Haffke-Stepień - 25 m stylem motylkowym (4)
17. Grazyna Haffke-Stepień - 100 m stylem dowolnym (4)
18. Grazyna Haffke-Stepień - 4x50 m (200 m) stylem zmiennym (4)
19. Danuta Koźlak-Bieniek - Bieg na 100 m (C1)
20. Danuta Koźlak-Bieniek - Bieg na 400 m (C1)
21. Grażyna Kozłowska-Karasiewicz - Bieg na 100 m (B)
22. Lucyna Krajewska - 100 m stylem klasycznym (C1)
23. Lucyna Krajewska - 100 m stylem dowolnym (C1/D1)
24. Lucyna Krajewska - 3x50 m (150 m) stylem zmiennym (C1)
25. Jan Krauz - Skok wzwyż (E)
26. Jan Krauz - Skok w dal (E)
27. Jerzy Kuskowski - Podnoszenie ciężarów, waga lekka (do 65 kg, paraplegicy)
28. Jerzy Landos - Bieg na 100 m (B)
29. Jerzy Landos - Bieg na 400 m (B)
30. Ryszard Machowczyk - 100 m stylem grzbietowym (5)
31. Ryszard Machowczyk - 4x50 m (200 m) stylem zmiennym (5)
32. Mieczysław Mamiński - Rzut dyskiem (C1)
33. Mieczysław Mamiński - Pchnięcie kulą (C1)
34. Zofia Mielech - Rzut dyskiem (E)
35. Zofia Mielech - Rzut oszczepem (E)
36. Zofia Mielech - Pchnięcie kulą (E)
37. Agnieszka Ogorzelska-Zych - 100 m stylem grzbietowym (6)
38. Agnieszka Ogorzelska-Zych - 100 m stylem klasycznym (6)
39. Agnieszka Ogorzelska-Zych - 100 m stylem motylkowym (6)
40. Agnieszka Ogorzelska-Zych - 100 m stylem dowolnym (6)
41. Agnieszka Ogorzelska-Zych - 4x50 m (200 m) stylem zmiennym (6)
42. Mirosław Owczarek - 50 m stylem grzbietowym (3)
43. Mirosław Owczarek - 50 m stylem klasycznym (3)
44. Mirosław Owczarek - 50 m stylem dowolnym (3)
45. Stanisław Paluch - Rzut dyskiem (J)
46. Stanisław Paluch - Pchnięcie kulą (J)
47. Andrzej Pawlik - Skok w dal (B)
48. Andrzej Pawlik - Pięciobój lekkoatletyczny (B)
49. Andrzej Pawlik - Trójskok (B)
50. Arkadiusz Pawłowski - 4x25 m (100 m) stylem zmiennym (3)
51. Arkadiusz Pawłowski - 25 m stylem motylkowym (3)
52. Aleksander Popławski - Rzut dyskiem (D)
53. Aleksander Popławski - Pchnięcie kulą (D)
54. Zbigniew Smyk - 25 m stylem grzbietowym (1C)
55. Zbigniew Smyk - 25 m stylem klasycznym (1C)
56. Zbigniew Smyk - 25 m stylem dowolnym (1C)
57. Andrzej Surała - 50 m stylem grzbietowym (2)
58. Andrzej Surała - 50 m stylem klasycznym (2)
59. Andrzej Surała - 25 m stylem motylkowym (2)
60. Andrzej Surała - 50 m stylem dowolnym (2)
61. Andrzej Surała - 3x25 m (75 m) stylem zmiennym
62. Alina Wieczorek-Betner - Bieg na 400 m (D1 - biegające)
63. Marian Wierzbicki - Bieg na 400 m (F)
64. Marian Wierzbicki - Skok w dal (F)
65. Andrzej Wojciechowski - 50 m stylem grzbietowym (E1)
66. Andrzej Wojciechowski - 50 m stylem klasycznym (E1)
67. Andrzej Wojciechowski - 50 m stylem dowolnym (E1)
68. Andrzej Wojciechowski - 3x50 m (150 m) stylem zmiennym (E1)
69. Zdzisława Zawadija - Rzut dyskiem (3)
70. Andrzej Zmitrowicz - Rzut oszczepem (D)
71. Ryszard Zyskowski - Pięciobój lekkoatletyczny (A)
72. Sztafeta 3x50 m stylem zmiennym (2-4) (Małgorzata Adamik-Okupniak, Grażyna Haffke-Stepień, Irena Rusewicz-Pienio)
73. Sztafeta 4x100 m stylem zmiennym (1A-6) (Małgorzata Adamik-Okupniak, Grażyna Haffke-Stepień, Małgorzata Kozłowska-Staniszewska, Agnieszka Ogorzelska-Zych)
74. Sztafeta 3x100 m stylem dowolnym (C1-D1) (Bożena Czopek-Czechaniuk, Ewa Dudka-Gęsicka, Lucyna Krajewska)
75. Sztafeta 3x50 m stylem zmiennym (2-4) (Arkadiusz Pawłowski, Andrzej Surała, Andrzej Kietliński)

### Srebrne
1. Barbara Bedła-Tomaszewska - Bieg na 100 m (D1)
2. Grzegorz Biela - 400 m stylem dowolnym (C/D)
3. Krystyna Ćwiklińska-Moryl - Bieg na 100 m (F)
4. Krystyna Ćwiklińska-Moryl - Rzut oszczepem (F)
5. Krystyna Ćwiklińska-Moryl - Skok w dal (F)
6. Jerzy Dąbrowski - Rzut dyskiem (E)
7. Jerzy Dąbrowski - Pchnięcie kulą (E)
8. Lilia Harasimczuk-Iversen - Rzut dyskiem (4)
9. Paweł Janowicz - Pięciobój lekkoatletyczny (B)
10. Anna Korniewicz - 100 m stylem grzbietowym (E)
11. Anna Korniewicz - 100 m stylem klasycznym (E)
12. Janusz Kozak - 100 m stylem motylkowym (E)
13. Danuta Koźlak-Bieniek - Rzut dyskiem (C1)
14. Danuta Koźlak-Bieniek - Pchnięcie kulą (C1)
15. Małgorzata Kozłowska-Staniszewska - 100 m stylem grzbietowym (5)
16. Małgorzata Kozłowska-Staniszewska - 100 m stylem klasycznym (5)
17. Małgorzata Kozłowska-Staniszewska - 4x50 m (200 m) stylem zmiennym (5)
18. Ryszard Kożuch - Trójskok (A)
19. Jan Krauz - Bieg na 100 m (E)
20. Jan Krauz - Bieg na 400 m (E)
21. Ewa Kwiecińska - Łucznictwo, Double FITA (amputacje)
22. Ryszard Machowczyk - 100 m stylem klasycznym (5)
23. Ryszard Machowczyk - 50 m stylem motylkowym (5)
24. Januariusz Małyska - 50 m stylem grzbietowym (2)
25. Januariusz Małyska - 50 m stylem klasycznym (2)
26. Januariusz Małyska - 3x25 m (75 m) stylem zmiennym (2)
27. Mieczysław Mamiński - Bieg na 400 m (C1)
28. Zofia Mielech - Skok w dal (E)
29. Krystyna Owczarczyk - Rzut oszczepem (2)
30. Krystyna Owczarczyk - Pięciobój lekkoatletyczny (2)
31. Mirosław Owczarek - 25 m stylem motylkowym (3)
32. Mirosław Owczarek - 4x25 m (100 m) stylem zmiennym (3)
33. Arkadiusz Pawłowski - 50 m stylem dowolnym (3)
34. Henryk Piątkowski - Rzut oszczepem (C1)
35. Adam Pielak - 100 m stylem grzbietowym (4)
36. Józef Pokrywka - Bieg na 400 m (B)
37. Eugeniusz Skarupa - Podnoszenie ciężarów, Waga lekkopiórkowa (do 51 kg) paraplegicy
38. Jerzy Skrzypek - Rzut dyskiem (5)
39. Jerzy Skrzypek - Rzut oszczepem (5)
40. Jerzy Skrzypek - Pchnięcie kulą (5)
41. Ryszard Tomaszewski - Waga półciężka (do 85 kg) paraplegicy
42. Barbara Wardak-Tomaszewska - Rzut dyskiem (B)
43. Barbara Wardak-Tomaszewska - Rzut oszczepem (B)
44. Alina Wieczorek-Betner - Pchniecie kulą (D1)
45. Andrzej Zmitrowicz - Rzut dyskiem (D)
46. Andrzej Zmitrowicz - Pchnięcie kulą (D)
47. Sztafeta 4x50 m stylem dowolnym (2-6) (Małgorzata Adamik-Okupniak, Grażyna Haffke-Stepień, Małgorzata Klocek-Kopeć, Agnieszka Ogorzelska-Zych)
48. Sztafeta 4x50 m stylem dowolnym (2-6) (Arkadiusz Pawłowski, Adam Pielak, Andrzej Surała, Zbigniew Sajkiewicz)
49. Sztafeta 4x100 m stylem zmiennym (1A - 6) (Adam Pielak, Mirosław Owczarek, Andrzej Surała, Marek Szpojnarowicz)
50. Siatkówka stojąc (Jan Kóbik, Mieczysław Mamiński, Eugeniusz Radkiewicz, Romuald Rasiak, Marian Wierzbicki, Andrzej Zmitrowicz)

### Brązowe
1. Małgorzata Adamik-Okupniak - 25 m stylem motylkowym (3)
2. Małgorzata Adamik-Okupniak - 4x25 m (100 m) stylem zmiennym (3)
3. Barbara Bedła-Tomaszewska - Rzut oszczepem (D1)
4. Grzegorz Biela - 100 m stylem motylkowym (C)
5. Grzegorz Biela - 4x50 m (200 m) stylem zmiennym (C)
6. Wiesław Chorzępa - 100 m stylem klasycznym (C1)
7. Wiesław Chorzępa - 3x50 m (150 m) stylem zmiennym (C1)
8. Bożena Czopek - Czechaniuk - 100 m stylem klasycznym (D1)
9. Bożena Czopek - Czechaniuk - 3x50 m (150 m) stylem zmiennym (D1)
10. Jerzy Dąbrowski - Skok w dal (E)
11. Ewa Dudka-Gęsicka - 100 m stylem klasycznym (C1)
12. Ewa Dudka-Gęsicka - 3x50 m (150 m) stylem zmiennym (C1)
13. Andrzej Godlewski - Rzut oszczepem (B)
14. Andrzej Godlewski - Pchnięcie kulą (B)
15. Józef Jagieła - Rzut dyskiem (1C)
16. Józef Jagieła - Rzut oszczepem (1C)
17. Zdzisław Kołodziej - Podnoszenie ciężarów, Waga piórkowa (do 57 kg) paraplegicy
18. Małgorzata Klocek-Kopeć - 50 m stylem grzbietowym (2)
19. Małgorzata Klocek-Kopeć - 25 m stylem motylkowym (2)
20. Anna Korniewicz - 4x50 m (200 m) stylem zmiennym (E)
21. Jacek Kowalik - Pchnięcie kulą (5)
22. Janusz Kozak - 100 m stylem klasycznym (E)
23. Janusz Kozak - 100 m stylem dowolnym (E)
24. Janusz Kozak - 4x50 m (200 m) stylem zmiennym (E)
25. Danuta Koźlak-Bieniek - Rzut oszczepem (C1)
26. Małgorzata Kozłowska-Staniszewska - 50 m stylem motylkowym (5)
27. Małgorzata Kozłowska-Staniszewska - 100 m stylem dowolnym (5)
28. Ryszard Kożuch - Bieg na 60 m (A)
29. Jan Krauz - Bieg na 1500 m (E)
30. Bożena Kwiatkowska - Skok w dal (B)
31. Bogdan Lis - Podnoszenie ciężarów, Waga lekka (do 65 kg) paraplegicy
32. Barbara Magda - Rzut dyskiem (4)
33. Mieczysław Mamiński - Rzut oszczepem (C1)
34. Zofia Mielech - Bieg na 100 m (E)
35. Krystyna Owczarczyk - Rzut dyskiem (2)
36. Krystyna Owczarczyk - Pchnięcie kulą (2)
37. Stanisław Paluch - Rzut oszczepem (J)
38. Arkadiusz Pawłowski - 50 m stylem klasycznym (3)
39. Henryk Piątkowski - Bieg na 100 m (C1)
40. Henryk Piątkowski - Rzut dyskiem (C1)
41. Henryk Piątkowski - Pchnięcie kulą (C1)
42. Józef Pokrywka - Bieg na 100 m (B)
43. Irena Rusewicz-Pienio - 50 m stylem dowolnym (2)
44. Irena Rusewicz-Pienio - 3x25 m (75 m) stylem zmiennym (2)
45. Zbigniew Sajkiewicz - 4x50 m (200 m) stylem zmiennym (6)
46. Krystyna Sikorska-Majewska - 100 m stylem motylkowym (D)
47. Halina Sobolewska-Wildner - Rzut oszczepem (3)
48. Halina Sobolewska-Wildner - Pchnięcie kulą (3)
49. Barbara Wardak-Tomaszewska - Pchnięcie kulą (B)
50. Alina Wieczorek-Betner - Bieg na 100 m (D1)
51. Alina Wieczorek-Betner - Rzut dyskiem (D1)
52. Ryszard Zyskowski - Rzut dyskiem (A)

## Występy Polaków

### Lekkoatletyka

#### Kobiety
Irena Bąk-Prokopiuk
- Bieg na 60 m (A) - 4. miejsce
- Rzut oszczepem (A) - 7. miejsce
- Pchnięcie kulą (A) - 12. miejsce

Barbara Bedła-Tomaszewska
- Bieg na 100 m (D1) - 2.miejsce
- Bieg na 400 m (D1 - wózki inwalidzkie) - 1.miejsce
- Rzut dyskiem (D1) - 1. miejsce
- Rzut oszczepem (D1) - 3. miejsce
- Pchnięcie kulą (D1) - 1. miejsce

Dorota Maziarska-Blok
- Rzut dyskiem (B) - 9. miejsce
- Rzut oszczepem (B) - 1. miejsce
- Pięciobój lekkoatletyczny (B) -  5. miejsce
- Pchnięcie kulą (B) - 4. miejsce

Krystyna Ćwiklińska-Moryl
- Bieg na 100 m (F) - 2. miejsce
- Rzut dyskiem (F) - 1. miejsce
- Rzut oszczepem (F) - 2. miejsce
- Skok w dal (F) - 2. miejsce
- Pchnięcie kulą (F) - 1. miejsce

Renata Cyburt
- Bieg na 60 m (5) - 8. miejsce
- Rzut dyskiem (5) - 6. miejsce
- Rzut oszczepem (5) - 8. miejsce
- Pchnięcie kulą (5) - 9. miejsce

Grażyna Cymbalista
- Rzut dyskiem (A) - 13. miejsce
- Rzut oszczepem (A) - 5. miejsce
- Pchnięcie kulą (A) - 7. miejsce

Lilia Harasimczuk-Iversen
- Bieg 60 m (4) - 4. miejsce
- Rzut dyskiem (4) - 2. miejsce
- Rzut oszczepem (4) - 4. miejsce
- Pięciobój lekkoatletyczny (4) - 1. miejsce
- Pchnięcie kulą (4) - 4. miejsce

Czesława Jach
- Bieg na 100 m (B) - 9. miejsce
- Skok w dal (B) - 7. miejsce
- Pięciobój lekkoatletyczny (B) - 10. miejsce

Danuta Koźlak-Bieniek
- Bieg na 100 m (C1) - 1. miejsce
- Bieg na 400 m (C1) - 1. miejsce
- Rzut dyskiem (C1) - 2. miejsce
- Rzut oszczepem (C1) - 3. miejsce
- Pchnięcie kulą (C1) - 2. miejsce

Grażyna Kozłowska-Karasiewicz
- Bieg na 100 m (B) - 1. miejsce
- Skok w dal (B) - 6. miejsce

Bożena Kwiatkowska
- Bieg na 100 m (B) - 6. miejsce
- Rzut dyskiem (B) - 11. miejsce
- Rzut oszczepem (B) - 9. miejsce
- Skok w dal (B) - 3. miejsce
- Pchnięcie kulą (B) - 5. miejsce

Barbara Magda
- Bieg na 60 m (4) - 13. miejsce
- Rzut dyskiem (4) - 3. miejsce
- Rzut oszczepem (4) - 6. miejsce
- Pchnięcie kulą (4) - 5. miejsce

Zofia Mielech
- Bieg na 100 m (E) - 3. miejsce
- Rzut dyskiem (E) - 1. miejsce
- Rzut oszczepem (E) - 1. miejsce
- Skok w dal (E) - 2. miejsce
- Pchniecie kulą (E) - 1. miejsce

Krystyna Owczarczyk
- Bieg na 60 m (2) - 12. miejsce
- Rzut dyskiem (2) - 3. miejsce
- Rzut oszczepem (2) - 2. miejsce
- Pięciobój lekkoatletyczny (2) - 2. miejsce
- Pchnięcie kulą (2) - 3. miejsce

Halina Sobolewska-Wildner
- Bieg na 60 m (3) - 20. miejsce
- Rzut dyskiem (3) - 7. miejsce
- Rzut oszczepem (3) - 3. miejsce
- Pchnięcie kulą (3) - 3. miejsce

Barbara Wardak-Tomaszewska
- Rzut dyskiem (B) - 2. miejsce
- Rzut oszczepem (B) - 2. miejsce
- Pchnięcie kulą (B) - 3. miejsce

Alina Wieczorek-Betner
- Bieg na 100 m (D1) - 3. miejsce
- Bieg na 400 m (D1 biegające) - 1. miejsce
- Rzut dyskiem (D1) - 3. miejsce
- Rzut oszczepem - 4. miejsce
- Pchnięcie kulą (D1) - 2. miejsce

Zdzisława Zawadija
- Bieg na 60 m (3) - 19. miejsce
- Rzut dyskiem (3) - 1. miejsce
- Rzut oszczepem (3) - 9. miejsce
- Pchnięcie kulą (3) - 6. miejsce

#### Mężczyźni
Jan Brzegowski
- Rzut dyskiem (B) - 4. miejsce
- Rzut oszczepem (B) - 5. miejsce
- Pchnięcie kulą (B) - 4. miejsce

Jerzy Dąbrowski
- Bieg na 100 m (E) - 4. miejsce
- Rzut dyskiem (E) - 2. miejsce
- Rzut oszczepem (E) - 1. miejsce
- Skok w dal (E) - 3. miejsce
- Pchnięcie kulą (E) - 2. miejsce

Andrzej Godlewski
- Rzut dyskiem (B) - 1. miejsce
- Rzut oszczepem (B) - 3. miejsce
- Pięciobój lekkoatletyczny (B) - nie ukończył
- Pchnięcie kulą (B) - 3. miejsce

Józef Jagieła
- Bieg na 60 m (1C) - 11. miejsce
- Rzut dyskiem (1C) - 3. miejsce
- Rzut oszczepem (1C) - 3. miejsce
- Pięciobój lekkoatletyczny (1C) - nie ukończył
- Pchnięcie kulą (1C) - 5. miejsce

Paweł Janowicz
- Skok w dal (B) - 6. miejsce
- Pięciobój lekkoatletyczny (B) - 2. miejsce
- Trójskok (B) - 9. miejsce

Jacek Kowalik
- Bieg na 100 m (5) - 16. miejsce
- Rzut dyskiem (5) - 5. miejsce
- Rzut oszczepem (5) - 6. miejsce
- Pięciobój lekkoatletyczny (5) - nie ukończył
- Pchnięcie kulą (5) - 3. miejsce

Zdzisław Kowalski
- Rzut dyskiem (A) - 9. miejsce
- Pchnięcie kulą (A) - 4. miejsce

Ryszard Kożuch
- Bieg na 60 m (A) - 3. miejsce
- Rzut dyskiem (A) - 15. miejsce
- Skok w dal (A) - 7. miejsce
- Pięciobój lekkoatletyczny (A) - nie ukończył
- Trójskok (A) - 2. miejsce

Jan Krauz
- Bieg na 100 m (E) - 2. miejsce
- Bieg na 400 m (E) - 2. miejsce
- Bieg na 1500 m (E) - 3. miejsce
- Skok wzwyż (E) - 1. miejsce
- Skok w dal (E) - 1. miejsce

Jerzy Landos
- Bieg na 100 m (B) - 1. miejsce
- Bieg na 400 m (B) - 1. miejsce

Mieczysław Mamiński
- Bieg na 400 m (C1) - 2. miejsce
- Rzut dyskiem (C1) - 1. miejsce
- Pchnięcie kulą (C1) - 1.  miejsce
- Rzut oszczepem (C1) - 3. miejsce

Stanisław Paluch
- Rzut dyskiem (J) - 1. miejsce
- Rzut oszczepem (J) - 3. miejsce
- Pchnięcie kulą (J) - 1. miejsce

Andrzej Pawlik
- Skok w dal (B) - 1. miejsce
- Pięciobój lekkoatletyczny (B) - 1. miejsce
- Trójskok (B) - 1. miejsce

Stanisław Piecek
- Bieg na 100 m (C) - 9. miejsce
- Bieg na 400 m (C) - 5. miejsce
- Rzut dyskiem (C) - 10. miejsce
- Rzut oszczepem (C) - 5. miejsce

Henryk Piątkowski
- Bieg na 100 m (C1) - 3. miejsce
- Rzut dyskiem (C1) - 3. miejsce
- Rzut oszczepem (C1) - 2. miejsce
- Pchnięcie kulą (C1) - 3. miejsce

Józef Pokrywka
- Bieg na 100 m (B) - 3. miejsce
- Bieg na 400 m (B) - 2. miejsce
- Skok w dal (B) - 20. miejsce

Aleksander Popławski
- Bieg na 100 m (D) - nie ukończył
- Rzut dyskiem (D) - 1. miejsce
- Rzut oszczepem (D) - 6. miejsce
- Skok w dal (D) - 14. miejsce
- Pchnięcie kulą (D) - 1. miejsce

Jerzy Skrzypek
- Bieg na 100 m (5) - 21. miejsce
- Rzut dyskiem (5) - 2. miejsce
- Rzut oszczepem (5) - 2. miejsce
- Pchnięcie kulą (5) - 2. miejsce

Włodzimierz Utecht
- Bieg na 100 m (2) - 24. miejsce
- Rzut dyskiem (2) - 6. miejsce
- Rzut oszczepem (2) - 6. miejsce
- Pchnięcie kulą (2) - 5. miejsce

Marian Wierzbicki
- Bieg na 100 m (F) - nie ukończył
- Bieg na 400 m (F) - 1. miejsce
- Skok wzwyż (F) - nieklasyfikowany
- Skok w dal (F) - 1. miejsce

Andrzej Zmitrowicz
- Bieg na 100 m (D) - nie ukończył
- Rzut dyskiem (D) - 2. miejsce
- Rzut oszczepem (D) - 1. miejsce
- Pchnięcie kulą (D) - 2. miejsce

Ryszard Zyskowski
- Bieg na 60 m (A) - 10. miejsce
- Rzut dyskiem (A) - 3. miejsce
- Skok w dal (A) - 5. miejsce
- Pięciobój lekkoatletyczny (A) - 1. miejsce
- Trójskok (A) - 4. miejsce

### Łucznictwo

#### Kobiety
Ewa Kwiecińska
- Double FITA (amputacje) - 2. miejsce

#### Mężczyźni
Wojciech Szymańczyk
- Double FITA (paraplegicy) - 4. miejsce

### Pływanie

#### Kobiety
Małgorzata Adamik-Okupniak
- 50 m stylem grzbietowym (3) - 1. miejsce
- 50 m stylem klasycznym (3) - 7. miejsce
- 25 m stylem motylkowym (3) - 3. miejsce
- 50 m stylem dowolnym (3) - 4. miejsce
- 4x25 m (100 m) stylem zmiennym (3) - 3. miejsce

Bożena Czopek-Czechaniuk
- 100 m stylem klasycznym (D1) - 3. miejsce
- 3x50 m (150 m) stylem zmiennym (D1) - 3. miejsce

Ewa Dudka-Gęsicka
- 100 m stylem grzbietowym (C1/D1) - 1. miejsce
- 100 m stylem klasycznym (C1) - 3. miejsce
- 100 m stylem dowolnym (C1/D1) - 4. miejsce
- 3x50 m (150 m) stylem zmiennym (C1) - 3. miejsce

Grażyna Haffke-Stępień
- 100 m stylem grzbietowym (4) - 1. miejsce
- 100 m stylem klasycznym (4) - 1. miejsce
- 25 m stylem motylkowym (4) - 1. miejsce
- 100 m stylem dowolnym (4) - 1. miejsce
- 4x50 m (200 m) stylem zmiennym (4) - 1. miejsce

Małgorzata Klocek-Kopeć
- 50 m stylem grzbietowym (2) - 3. miejsce
- 50 m stylem klasycznym (2) - 6. miejsce
- 25 m stylem motylkowym (2) - 3. miejsce
- 50 m stylem dowolnym (2) - 4. miejsce
- 3x25 m (75 m) stylem zmiennym (2) - 5. miejsce

Anna Korniewicz
- 100 m stylem grzbietowym (E) - 2. miejsce
- 100 m stylem klasycznym (E) - 2. miejsce
- 100 m stylem motylkowym (E) - dyskwalifikacja
- 100 m stylem dowolnym (E) - 5. miejsce
- 4x50 m (200 m) stylem zmiennym (E) - 3. miejsce

Małgorzata Kozłowska-Staniszewska
- 100 m stylem grzbietowym (5) - 2. miejsce
- 100 m stylem klasycznym (5) - 2. miejsce
- 50 m stylem motylkowym (5) - 3. miejsce
- 100 m stylem dowolnym (5) - 3. miejsce
- 4x50 m (200 m) stylem zmiennym (5) - 2. miejsce

Lucyna Krajewska
- 100 m stylem grzbietowym (C1/D1) - dyskwalifikacja
- 100 m stylem klasycznym (C1) - 1. miejsce
- 100 m stylem dowolnym (C1/D1) - 1. miejsce
- 3x50 m (150 m) stylem zmiennym (C1) - 1. miejsce

Agnieszka Ogorzelska-Zych
- 100 m stylem grzbietowym (6) - 1. miejsce
- 100 m stylem klasycznym (6) - 1. miejsce
- 100 m stylem motylkowym (6) - 1. miejsce
- 100 m stylem dowolnym (6) - 1. miejsce
- 4x50 m (200 m) stylem zmiennym (6) - 1. miejsce

Irena Rusewicz-Pienio
- 50 m stylem grzbietowym (2) - 4. miejsce
- 50 m stylem klasycznym (2) - 4. miejsce
- 25 m stylem motylkowym (2) - 4. miejsce
- 50 m stylem dowolnym (2) - 3. miejsce
- 3x25 m (75 m) stylem zmiennym (2) - 3. miejsce

Krystyna Sikorska-Majewska
- 100 m stylem grzbietowym (C/D) - 7. miejsce
- 100 m stylem motylkowym (D) - 3. miejsce
- 100 m stylem dowolnym (C/D) - 5. miejsce
- 400 m stylem dowolnym (C/D) - 6. miejsce
- 4x50 m (200 m) stylem zmiennym (D) - 6. miejsce

Sztafety:
- Sztafeta 3x100 m stylem dowolnym (C1-D1) - (Bożena Czopek-Czechaniuk, Ewa Dudka-Gęsicka, Lucyna Krajewska) - 1. miejsce
- Sztafeta 4x50 m stylem dowolnym (2-6) - (Małgorzata Adamik-Okupniak, Grażyna Haffke-Stepień, Małgorzata Klocek-Kopeć, Agnieszka Ogorzelska-Zych) - 2. miejsce
- Sztafeta 3x50 m stylem zmiennym (2-4) - (Małgorzata Adamik-Okupniak, Grażyna Haffke-Stepień, Irena Rusewicz-Pienio) - 1. miejsce
- Sztafeta 4x100 m stylem zmiennym (1A-6) - (Małgorzata Adamik-Okupniak, Grażyna Haffke-Stepień, Małgorzata Kozłowska-Staniszewska, Agnieszka Ogorzelska-Zych) - 1. miejsce

#### Mężczyźni
Wiesław Adamczak
- 50 m stylem grzbietowym (3) - 12. miejsce
- 50 m stylem klasycznym (3) - 8. miejsce
- 50 m stylem dowolnym (3) - 10. miejsce

Grzegorz Biela
- 100 m stylem klasycznym (C) - 1. miejsce
- 100 m stylem motylkowym (C) - 3. miejsce
- 100 m stylem dowolnym (C/D) - 4. miejsce
- 400 m stylem dowolnym (C/D) - 2. miejsce
- 4x50 m (200 m) stylem zmiennym (C) - 3. miejsce

Andrzej Blauciak
- 100 m stylem grzbietowym (6) - 9. miejsce
- 100 m stylem klasycznym (6) - 1. miejsce
- 100 m stylem motylkowym (6) - 10. miejsce
- 100 m stylem dowolnym (6) - 4. miejsce
- 4x50 m (200 m) stylem zmiennym (6) - 7. miejsce

Wiesław Chorzępa
- 100 m stylem grzbietowym (C1/D1) - 4. miejsce
- 100 m stylem klasycznym (C1) - 3. miejsce
- 100 m stylem dowolnym (C1/D1) - 5. miejsce
- 3x50 m (150 m) stylem zmiennym (C1) - 3. miejsce

Krzysztof Gałas
- 100 m stylem grzbietowym (A) - 5. miejsce
- 100 m stylem klasycznym (A) - 7. miejsce
- 100 m stylem motylkowym (A) - 6. miejsce
- 100 m stylem dowolnym (A) - 9. miejsce
- 4x50 m (200 m) stylem zmiennym (A) - dyskwalifikacja

Andrzej Kietliński
- 100 m stylem grzbietowym (4) - 4. miejsce
- 100 m stylem klasycznym (4) - 5. miejsce
- 25 m stylem motylkowym (4) - 7. miejsce
- 100 m stylem dowolnym (4) - 10. miejsce
- 4x50 m (200 m) stylem zmiennym (4) - 6. miejsce

Janusz Kozak
- 100 m stylem grzbietowym (E) - 4. miejsce
- 100 m stylem klasycznym (E) - 3. miejsce
- 100 m stylem motylkowym (E) - 2. miejsce
- 100 m stylem dowolnym (E) - 3. miejsce
- 4x50 m (200 m) stylem zmiennym (E) - 3. miejsce

Wiesław Król
- 100 m stylem grzbietowym (B) - 5. miejsce
- 100 m stylem klasycznym (B) - 6. miejsce
- 100 m stylem motylkowym (B) - 7. miejsce
- 100 m stylem dowolnym (B) - 6. miejsce
- 4x50 m (200 m) stylem zmiennym (B) - 4. miejsce

Ryszard Machowczyk
- 100 m stylem grzbietowym (5) - 1. miejsce
- 100 m stylem klasycznym (5) - 2. miejsce
- 50 m stylem motylkowym (5) - 2. miejsce
- 100 m stylem dowolnym (5) - 6. miejsce
- 4x50 m (200 m) stylem zmiennym (5) - 1. miejsce

Januariusz Małyska
- 50 m stylem grzbietowym (2) - 2. miejsce
- 50 m stylem klasycznym (2) - 2. miejsce
- 25 m stylem motylkowym (2) - 6. miejsce
- 50 m stylem dowolnym (2) - 5. miejsce
- 3x25 m (75 m) stylem zmiennym (2) - 2. miejsce

Mirosław Owczarek
- 50 m stylem grzbietowym (3) - 1. miejsce
- 50 m stylem klasycznym (3) - 1. miejsce
- 25 m stylem motylkowym (3) - 2. miejsce
- 50 m stylem dowolnym (3) - 1. miejsce
- 4x25 m (100 m) stylem zmiennym (3) - 2. miejsce

Arkadiusz Pawłowski
- 4x25 m (100 m) stylem zmiennym (3) - 1. miejsce
- 25 m stylem motylkowym (3) - 1. miejsce
- 50 m stylem dowolnym (3) - 2. miejsce
- 50 m stylem klasycznym (3) - 3. miejsce
- 50 m stylem grzbietowym (3) - 4. miejsce

Adam Pielak
- 100 m stylem grzbietowym (4) - 2. miejsce
- 100 m stylem klasycznym (4) - 10. miejsce
- 25 m stylem motylkowym (4) - 5. miejsce
- 100 m stylem dowolnym (4) - 8. miejsce
- 4x50 m (200 m) stylem zmiennym (4) - 4. miejsce

Zbigniew Sajkiewicz
- 100 m stylem grzbietowym (6) - 6. miejsce
- 100 m stylem klasycznym (6) - 7. miejsce
- 100 m stylem motylkowym (6) - 5. miejsce
- 100 m stylem dowolnym (6) - 8. miejsce
- 4x50 m (200 m) stylem zmiennym (6) - 3. miejsce

Zbigniew Smyk
- 25 m stylem grzbietowym (1C) - 1. miejsce
- 25 m stylem klasycznym (1C) - 1. miejsce
- 25 m stylem dowolnym (1C) - 1. miejsce

Andrzej Surała
- 50 m stylem grzbietowym (2) - 1. miejsce
- 50 m stylem klasycznym (2) - 1. miejsce
- 25 m stylem motylkowym (2) - 1. miejsce
- 50 m stylem dowolnym (2) - 1. miejsce
- 3x25 m (75 m) stylem zmiennym (2) - 1. miejsce

Marek Węgrzyn
- 100 m stylem grzbietowym (6) - 11. miejsce
- 100 m stylem klasycznym  (6) - 6. miejsce
- 100 m stylem motylkowym (6) - dyskwalifikacja
- 100 m stylem dowolnym (6) - 7. miejsce
- 4x50 m (200 m) stylem zmiennym (6) - 6. miejsce

Andrzej Wojciechowski
- 50 m stylem grzbietowym (E1) - 1. miejsce
- 50 m stylem klasycznym (E1) - 1. miejsce
- 50 m stylem dowolnym (E1) - 1. miejsce
- 3x50 m (150 m) stylem zmiennym (E1) - 1. miejsce

Sztafety:
- Sztafeta 4x50 m stylem dowolnym (2-6) - (Arkadiusz Pawłowski, Adam Pielak, Andrzej Surała, Zbigniew Sajkiewicz) - 2. miejsce
- Sztafeta 3x50 m stylem zmiennym (2-4) - (Arkadiusz Pawłowski, Andrzej Surała, Andrzej Kietliński) - 1. miejsce
- Sztafeta 4x100 m stylem zmiennym (1A - 6) - (Adam Pielak, Mirosław Owczarek, Andrzej Surała, Marek Szpojnarowicz) - 2. miejsce

### Podnoszenie ciężarów
Stanisław Bulik
- Waga lekkopiórkowa (do 51 kg) paraplegicy - 5. miejsce

Zdzisław Kołodziej
- Waga piórkowa (do 57 kg) paraplegicy - 3. miejsce

Jerzy Kuskowski
- Waga lekka (do 65 kg) paraplegicy - 1. miejsce

Bogdan Lis
- Waga lekka (do 65 kg) paraplegicy - 3. miejsce

Eugeniusz Skarupa
- Waga lekkopiórkowa (do 51 kg) paraplegicy - 2. miejsce

Ryszard Tomaszewski
- Waga półciężka (do 85 kg) paraplegicy - 2. miejsce

### Siatkówka
- Siatkówka stojąc (Jan Kóbik, Mieczysław Mamiński, Eugeniusz Radkiewicz, Romuald Rasiak, Marian Wierzbicki, Andrzej Zmitrowicz) - 2. miejsce

### Źródła
- Oficjalna strona Międzynarodowego Komitetu Paraolimpijskiego
- "Od Paryża 1924 do Sydney 2000 - medaliści igrzysk olimpijskich i igrzysk paraolimpijskich", Witold Duński, Wyd.
- Od Rzymu do Aten 1960 - 2004, Polacy na Letnich Igrzyskach Olimpijskich, wyd. INTERSPAR, Warszawa 2005, ISBN 83-89384-41-8